# Tinytrema
Tinytrema là một chi nhện trong họ Trochanteriidae.